# Lucienne Nahmias
Lucienne Andrée Denise Nahmias, née le 24 mai 1911 dans le 9e arrondissement de Paris et morte le 3 juillet 1949 à Neuilly-sur-Seine (Hauts-de-Seine), est une Française élue Miss Paris 1931, puis Miss France 1931, comme Jeanne Juilla, mais par un autre comité.
Jeanne Juilla a été élue le 24 janvier 1931 par le Comité parisien créé par Maurice de Waleffe en 1920 et Lucienne Nahmias le 22 mai suivant par un Comité créé par le journal Le Soir.

## Élection
Fille du baron Paul Nahmias, co-administrateur du journal Le Soir et de Suzanne Hamburger, elle est élue Miss France à Nice le 22 mai 1931 par un Comité créé pour l'occasion par ... le journal Le Soir.

## « La guerre des deux reines »
À la une du numéro 17367 du journal Le Matin du mercredi 7 octobre 1931, un article fait état sous ce titre du procès qui s'engagea entre Lucienne Nahmias et Jeanne Juilla pour le titre de Miss France 1931.

« Deux Miss France se disputent le sceptre devant le tribunal.
Il y a place à Paris pour un grand nombre de jolies femmes, mais pas pour deux reines de beauté. La chronique nous entretint en son temps de la lutte que se livrèrent deux Mlles Paris. Aujourd'hui, ce qui est plus grave et intéresse tout le royaume, deux Miss France se combattent.
On distingue de nos jours ces aimables souveraines de France de façon assez curieuse, selon qu'elles sont destinées à aller se mesurer avec d'autres beautés pour le titre mondial en Amérique du Sud ou en Amérique du Nord.
Galveston (Texas) considère Mlle Lucienne Nahmias comme la Française la plus jolie. Buenos Aires tient Mlle Jullia [sic] pour notre compatriote la plus séduisante.
Pour comble de complication, Miss France pour l'Amérique du Nord vient de recevoir à Paris le titre de la femme ayant les plus beaux yeux du monde.
C'est un conflit qui, ainsi qu'on le voit, eût dû normalement se régler entre les deux rives du canal de Panama par une bataille de fleurs.
Mais comme les deux demi-continents d'outre-Atlantique font preuve d'une certaine indolence pour se battre en l'honneur des belles, ce sont elles qui en sont réduites à se disputer elle-même leur souveraineté.
Mlle Nahmias a pris l'offensive et porté le débat sur le terrain judiciaire. Me Théodore Valensi, son champion, entend la faire proclamer officiellement seule et unique reine de France. Tout au plus consent-il à abandonner la Navarre à Mlle Jullia contre un franc de dommages-intérêts.
L'entomologie et l'histoire nous apprennent qu'il n'est pas dans les ruches et dans les Etats luttes plus farouches que celles des reines entre elles.
En sera-t-il de même en procédure ? »

L'Histoire n'a pas retenu l'issue de ce procès où il est probable que les deux Miss France ont été renvoyées dos à dos. En effet à l'époque, la marque "Miss France" n'avait pas été déposée et tout comité pouvait s'en prévaloir sans craindre d'être poursuivi pour concurrence déloyale. Ainsi Jeanne Juilla avait été élue le 24 janvier 1931 par le Comité parisien créé par Maurice de Waleffe en 1920 et Lucienne Nahmias au mois de mai suivant par un Comité niçois créé pour l'occasion par le journal Le Soir.
On sait seulement que le concours qui devait se tenir à Buenos-Aires et auquel devait participer Jeanne Juillia n'a finalement pas eu lieu. Seule Lucienne Nahmias put donc se présenter à l'élection de Miss Univers à Galveston. La "guerre des deux reines" cessa donc de façon inattendue, faute de combattantes.
On ignore ce qu'est devenue Lucienne Nahmias après sa participation au concours de Galveston. Peut-être s'est-elle établie aux États-Unis comme elle en avait exprimé le désir au moment de son embarquement au Havre à bord du paquebot Île-de-France le 27 mai 1931.
On sait toutefois qu'elle s'est mariée en avril 1940 à Paris avec Christian Cocteau, petit-cousin de l'écrivain, poète et cinéaste Jean Cocteau. Lucienne Nahmias mourra 9 ans plus tard à l'âge de 38 ans. Les causes de son décès prématuré ne sont pas connues.